# Strymon daraba
Strymon daraba is een vlinder uit de familie van de Lycaenidae. De wetenschappelijke naam van de soort werd als Thecla daraba in 1867 gepubliceerd door William Chapman Hewitson.

## Synoniemen
- Thecla tyleri Dyar, 1913